# Stany Zjednoczone na Letnich Igrzyskach Olimpijskich 1912
Stany Zjednoczone na Letnich Igrzyskach Olimpijskich 1912, reprezentowane były przez 174 sportowców, wyłącznie mężczyzn. Drużyna ta miała przedstawicieli z jedenastu spośród 16 rozgrywanych dyscyplin. Chorążym reprezentacji był George Bonhag. Najmłodszym reprezentantem kraju był 17-letni skoczek Arthur McAleenan, a najstarszym 60-letni strzelec Walter Winans. Zawodnicy amerykańscy zdobyli łącznie 63 medale (25 złotych, 19 srebrnych i 19 brązowych).
Był to 5. start reprezentacji Stanów Zjednoczonych na letnich igrzyskach olimpijskich.

## Złote medale

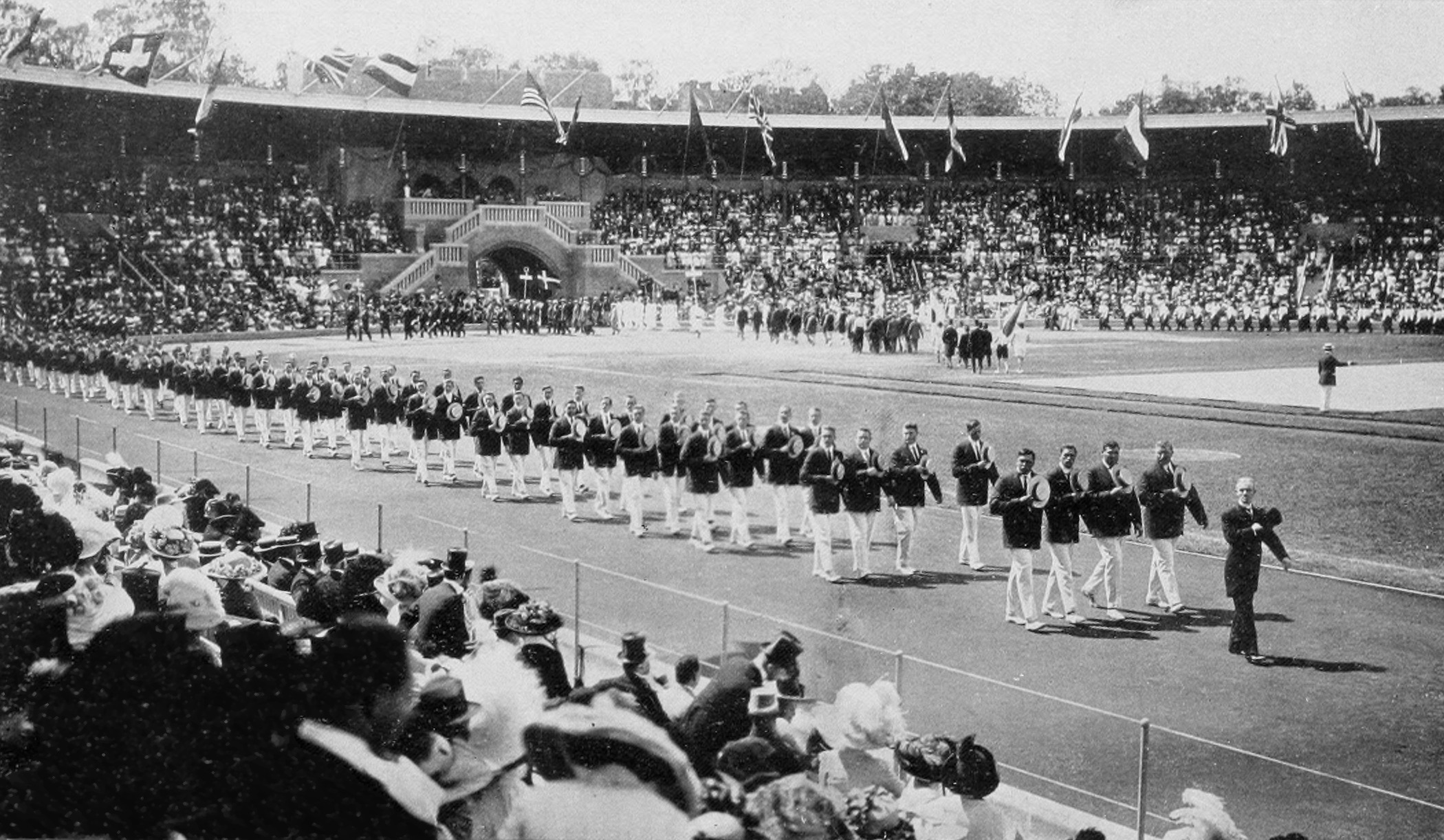
Zawodnicy USA podczas otwarcia V LIO w Sztokholmie.

| Lekkoatletyka                                                                            | Lekkoatletyka                  | Lekkoatletyka |
| Zawodnik                                                                                 | Konkurencja                    | Data          |
| ---------------------------------------------------------------------------------------- | ------------------------------ | ------------- |
| Ralph Craig                                                                              | Bieg na 100 m                  | 7 lipca       |
| Frederick Kelly                                                                          | Bieg na 110 m przez płotki     | 12 lipca      |
| Ralph Craig                                                                              | Bieg na 200 m                  | 11 lipca      |
| Tell Berna Norman Taber Abel Kiviat Louis Scott                                          | 3000 m drużynowo               | 13 lipca      |
| Charles Reidpath                                                                         | Bieg na 400 m                  | 13 lipca      |
| Mel Sheppard Edward Lindberg Ted Meredith Charles Reidpath                               | 4 x 400 m                      | 9 lipca       |
| Ted Meredith                                                                             | Bieg na 800 m                  | 8 lipca       |
| Jim Thorpe                                                                               | Pięciobój                      |               |
| Alma Richards                                                                            | Skok wzwyż                     | 8 lipca       |
| Platt Adams                                                                              | Skok wzwyż z miejsca           | 13 lipca      |
| Harry Babcock                                                                            | Skok o tyczce                  | 11 lipca      |
| Albert Gutterson                                                                         | Skok w dal                     | 12 lipca      |
| Patrick McDonald                                                                         | Pchnięcie kulą                 | 10 lipca      |
| Ralph Rose                                                                               | Pchnięcie kulą oburącz         | 11 lipca      |
| Matt McGrath                                                                             | Rzut młotem                    | 14 lipca      |
| Pływanie                                                                                 |                                |               |
| Duke Kahanamoku                                                                          | 100 metrów stylem dowolnym     | 10 lipca      |
| Harry Hebner                                                                             | 100 metrów stylem grzbietowym  | 13 lipca      |
| Strzelectwo                                                                              |                                |               |
| Alfred Lane                                                                              | Pistolet szybkostrzelny - 25 m | 29 czerwca    |
| Alfred Lane                                                                              | Pistolet - 50 m                | 1 lipca       |
| Alfred Lane Harry Sears Peter Dolfen John Dietz                                          | Pistolet wojskowy drużynowo    | 2 lipca       |
| Frederick Hird                                                                           | Karabin 50 m - leżąc           | 4 lipca       |
| Cornelius Burdette Allan Briggs Harry Adams John Jackson Carl Osburn Warren Sprout       | Karabin wojskowy drużynowo     | 29 czerwca    |
| James Graham                                                                             | Trap indywidualnie             | 4 lipca       |
| James Graham Charles Billings Ralph Spotts John H. Hendrickson Frank Hall Edward Gleason | Trap drużynowo                 | 1 lipca       |

## Srebrne medale
Lekkoatletyka
- Alvah Meyer - Bieg na 100 m
- Donald Lippincott - Bieg na 200 m
- Mel Sheppard - Bieg na 800 m
- Lewis Tewanima - Bieg na 10000 m
- James Wendell - Bieg na 110 m przez płotki
- Benjamin Adams - Skok wzwyż z miejsca
- Frank Nelson, Marc Wright - Skok o tyczce
- Platt Adams - Skok w dal z miejsca
- Ralph Rose - Pchnięcie kulą
- Patrick McDonald - Pchnięcie kulą oburącz
- Richard Byrd - Rzut dyskiem
- James Donahue - Pięciobój

Pływanie
- Kenneth Huszagh, Harry Hebner, Perry McGillivray, Duke Kahanamoku - 4 × 200 metrów st. dow. (drużynowo)

Strzelectwo
- Peter Dolfen - Pistolet - 50 m
- Carl Osburn - Karabin dowolny - 600 m
- Carl Osburn - Karabin wojskowy 300 m - z trzech pozycji
- William Leushner, William Libbey, William McDonnell, Walter Winans - Runda pojedyncza 100 m - do sylwetki jelenia drużynowo

## Brązowe medale
Jeździectwo
- Benjamin Lear, John Montgomery, Guy Henry, Ephraim Graham - WKKW drużynowo

Kolarstwo
- Carl Schutte - Indywidualnie
- Carl Schutte, Alvin Loftes, Albert Krushel, Walden Martin - Drużynowo

Lekkoatletyka
- Donald Lippincott - Bieg na 100 m
- Edward Lindberg - Bieg na 400 m
- Ira Davenport - Bieg na 800 m
- Norman Taber - Bieg na 1500 m
- Martin Hawkins - Bieg na 110 m przez płotki
- Gaston Strobino - Bieg maratoński
- George Horine - Skok wzwyż
- Frank Murphy - Skok o tyczce
- Benjamin Adams - Skok w dal z miejsca
- Lawrence Whitney - Pchnięcie kulą
- James Duncan - Rzut dyskiem
- Clarence Childs - Rzut młotem

Pływanie
- Kenneth Huszagh - 100 metrów stylem dowolnym

Strzelectwo
- John Jackson - Karabin dowolny - 600 m
- Frederick Hird, William Leushner, William McDonnell, Warren Sprout - Karabin małokalibrowy drużynowo - 25 m
- Frederick Hird, William Leushner, Carl Osburn, Warren Sprout - Karabin małokalibrowy drużynowo - 50 m

## Skład kadry

### Jeździectwo
| Konkurencja              | Zawodnik        | Koń      | Finał | Finał |
| Konkurencja              | Zawodnik        | Koń      | Wynik | Poz.  |
| ------------------------ | --------------- | -------- | ----- | ----- |
| Ujeżdżenie indywidualnie | Guy Henry       | Chiswell | 93    | 13.   |
| Ujeżdżenie indywidualnie | John Montgomery | Deceive  | 130   | 20.   |

| Konkurencja     | Zawodnik                                | Koń                    | Finał        | Finał          | Finał   |
| Konkurencja     | Zawodnik                                | Koń                    | Punkty karne | Zdobyte punkty | Miejsce |
| --------------- | --------------------------------------- | ---------------------- | ------------ | -------------- | ------- |
| Skoki drużynowo | John Montgomery Guy Henry Benjamin Lear | Deceive Chiswell Poppy | - - -        | 527            | 4.      |

| Konkurencja        | Zawodnik                                               | Koń       | Próba jeździecka    | Próba terenowa      | Bieg z przeszkodami | Skoki               | Ujeżdżenie          | Razem  | Pozycja |
| ------------------ | ------------------------------------------------------ | --------- | ------------------- | ------------------- | ------------------- | ------------------- | ------------------- | ------ | ------- |
| WKKW indywidualnie | Benjamin Lear                                          | Poppy     | 10,00               | 10,00               | 10,00               | 9,07                | 6,84                | 45,91  | 7.      |
| WKKW indywidualnie | John Montgomery                                        | Deceive   | 10,00               | 10,00               | 10,00               | 9,40                | 6,48                | 45,88  | 9.      |
| WKKW indywidualnie | Guy Henry                                              | Chiswell  | 10,00               | 9,46                | 10,00               | 9,13                | 6,96                | 45,54  | 11.     |
| WKKW indywidualnie | Ephraim Graham                                         | Connie    | 10,00               | 9,62                | 10,00               | 9,40                | 6,28                | 45,30  | 12.     |
| WKKW drużynowo     | Benjamin Lear John Montgomery Guy Henry Ephraim Graham | jak wyżej | punktacja jak wyżej | punktacja jak wyżej | punktacja jak wyżej | punktacja jak wyżej | punktacja jak wyżej | 137,33 | brąz    |

### Kolarstwo

#### Kolarstwo szosowe
| Zawodnik                                                | Konkurencja                    | Czas       | Pozycja |
| ------------------------------------------------------- | ------------------------------ | ---------- | ------- |
| Carl Schutte                                            | jazda indywidualna na czas (m) | 10:52:38,8 | brąz    |
| Alvin Loftes                                            | jazda indywidualna na czas (m) | 11:13:51,3 | 11.     |
| Albert Kruschel                                         | jazda indywidualna na czas (m) | 11:17:30,2 | 13.     |
| Walden Martin                                           | jazda indywidualna na czas (m) | 11:23:55,2 | 17.     |
| Joseph Kopsky                                           | jazda indywidualna na czas (m) | 11:27:06,0 | 20.     |
| John Becht                                              | jazda indywidualna na czas (m) | 11:35:04,8 | 28.     |
| Jesse Pike                                              | jazda indywidualna na czas (m) | 12:06:21,6 | 54.     |
| Jerome Steinert                                         | jazda indywidualna na czas (m) | 12:08:32,3 | 56.     |
| Frank Meissner                                          | jazda indywidualna na czas (m) | 12:29:09,0 | 70.     |
| Carl Schutte Alvin Loftes Albert Kruschel Walden Martin | jazda drużynowa na czas (m)    | 44:47:55,5 | brąz    |

### Lekkoatletyka
Konkurencje biegowe
| Konkurencja                 | Zawodnik                                                   | Eliminacje         | Eliminacje         | Półfinał              | Półfinał              | Finał                 | Finał                 |
| Konkurencja                 | Zawodnik                                                   | Wynik              | Miejsce            | Wynik                 | Miejsce               | Wynik                 | Miejsce               |
| --------------------------- | ---------------------------------------------------------- | ------------------ | ------------------ | --------------------- | --------------------- | --------------------- | --------------------- |
| 100 m                       | Ira Courtney                                               | 11,2               | 1.                 | b.d                   | 2.                    | Nie awansował         | Nie awansował         |
| 100 m                       | Alvah Meyer                                                | 11,6               | 1.                 | 10,7                  | 1.                    | 10,9                  | srebro                |
| 100 m                       | Clement Wilson                                             | b.d                | 2.                 | b.d                   | 2.                    | Nie awansował         | Nie awansował         |
| 100 m                       | Frank Belote                                               | 11,0               | 1.                 | 11,1                  | 1.                    | 11,0                  | 5.                    |
| 100 m                       | Peter Gerhardt                                             | 11,2               | 1.                 | b.d                   | 3.                    | Nie awansował         | Nie awansował         |
| 100 m                       | Harold Heiland                                             | b.d                | 3.                 | Nie awansował         | Nie awansował         | Nie awansował         | Nie awansował         |
| 100 m                       | Rupert Thomas                                              | b.d                | 2.                 | b.d                   | 2                     | Nie awansował         | Nie awansował         |
| 100 m                       | Howard Drew                                                | 11,0               | 1.                 | 11,0                  | 1.                    | Nie stanął na starcie | Nie stanął na starcie |
| 100 m                       | Donald Lippincott                                          | 10,6               | 1.                 | 10,7                  | 1.                    | 10,9                  | brąz                  |
| 100 m                       | Ralph Craig                                                | 11,2               | 1.                 | 10,7                  | 1.                    | 10,8                  | złoto                 |
| 200 m                       | Charles Reidpath                                           | 22,6               | 1.                 | 22,1                  | 1.                    | 22,3                  | 5.                    |
| 200 m                       | Ralph Craig                                                | 22,8               | 1.                 | 21,9                  | 1.                    | 21,7                  | złoto                 |
| 200 m                       | Ira Courtney                                               | 22,7               | 1.                 | b.d                   | 2.                    | Nie awansował         | Nie awansował         |
| 200 m                       | Harold Heiland                                             | 24,7               | 2.                 | b.d                   | 2.                    | Nie awansował         | Nie awansował         |
| 200 m                       | Carl Cooke                                                 | 22,5               | 1.                 | b.d                   | 2.                    | Nie awansował         | Nie awansował         |
| 200 m                       | Peter Gerhardt                                             | 22,9               | 1.                 | b.d                   | 2.                    | Nie awansował         | Nie awansował         |
| 200 m                       | Donald Lippincott                                          | 22,8               | 1.                 | 21,8                  | 1.                    | 21,8                  | srebro                |
| 200 m                       | Alvah Meyer                                                | 24,1               | 1.                 | b.d                   | 2.                    | Nie awansował         | Nie awansował         |
| 200 m                       | Donnell Young                                              | 22,8               | 1.                 | 21,9                  | 1.                    | 22,3                  | 6.                    |
| 200 m                       | Clement Wilson                                             | b.d                | 2.                 | b.d                   | 2.                    | Nie awansował         | Nie awansował         |
| 400 m                       | James Rosenberger                                          | 50,6               | 1.                 | Nie ukończył biegu    | Nie ukończył biegu    | Nie awansował         | Nie awansował         |
| 400 m                       | Mel Sheppard                                               | 1:06,6             | 2.                 | 48,7                  | 2.                    | Nie awansował         | Nie awansował         |
| 400 m                       | Ted Meredith                                               | b.d                | 2.                 | 48,8                  | 1.                    | 49,2                  | 4.                    |
| 400 m                       | Donnell Young                                              | 50,4               | 2.                 | Dyskwalifikacja       | Dyskwalifikacja       | Nie awansował         | Nie awansował         |
| 400 m                       | Carroll Haff                                               | 50,4               | 1.                 | 49,7                  | 1.                    | 49,5                  | 5.                    |
| 400 m                       | Edward Lindberg                                            | 50,6               | 1.                 | 48,9                  | 1.                    | 48,4                  | brąz                  |
| 400 m                       | Clarence Edmundson                                         | 50,2               | 1.                 | b.d                   | 2.                    | Nie awansował         | Nie awansował         |
| 400 m                       | Ira Davenport                                              | b.d                | 2.                 | b.d                   | 2.                    | Nie awansował         | Nie awansował         |
| 400 m                       | Charles Reidpath                                           | 51,2               | 2.                 | 48,7                  | 1.                    | 48,2                  | złoto                 |
| 800 m                       | David Caldwell                                             | 1:58,6             | 1.                 | 1:55,9                | 3.                    | 1:52,8                | 4.                    |
| 800 m                       | Walter McClure                                             | b.d                | 3.                 | Nie awansował         | Nie awansował         | Nie awansował         | Nie awansował         |
| 800 m                       | Herbert Putnam                                             | b.d                | 2.                 | 1:55,0                | 4.                    | b.d                   | 8.                    |
| 800 m                       | John Paul Jones                                            | 2:01,8             | 1.                 | Nie stanął na starcie | Nie stanął na starcie | Nie awansował         | Nie awansował         |
| 800 m                       | Clarence Edmundson                                         | 1:56,5             | 1.                 | 1:55,8                | 2.                    | b.d                   | 7.                    |
| 800 m                       | Ira Davenport                                              | 1:59,0             | 1.                 | 1:55,9                | 4.                    | 1:52,0                | brąz                  |
| 800 m                       | Harlan Holden                                              | 1:58,1             | 1.                 | b.d                   | 6.                    | Nie awansował         | Nie awansował         |
| 800 m                       | Mel Sheppard                                               | b.d                | 2.                 | 1:54,8                | 2.                    | 1:52,0                | srebro                |
| 800 m                       | Ted Meredith                                               | b.d                | 2.                 | 1:54,4                | 1.                    | 1:51,9                | złoto                 |
| 800 m                       | Thomas Halpin                                              | 1:59,2             | 4.                 | Nie awansował         | Nie awansował         | Nie awansował         | Nie awansował         |
| 1500 m                      | Mel Sheppard                                               | 4:27,6             | 1.                 |                       |                       | b.d                   | 9.                    |
| 1500 m                      | Louis Madeira                                              | 4:27,9             | 2.                 |                       |                       | b.d                   | 9.                    |
| 1500 m                      | Norman Taber                                               | 4:25,5             | 1.                 |                       |                       | 3:56,9                | brąz                  |
| 1500 m                      | Abel Kiviat                                                | 4:04,4             | 1.                 |                       |                       | 3:56,9                | srebro                |
| 1500 m                      | Norman Patterson                                           | 4:05,5             | 3.                 |                       |                       | Nie awansował         | Nie awansował         |
| 1500 m                      | John Paul Jones                                            | 4:12,4             | 2.                 |                       |                       | 3:57,2                | 4.                    |
| 1500 m                      | Lewis Anderson                                             | b.d                | 4.                 |                       |                       | Nie awansował         | Nie awansował         |
| 1500 m                      | Herbert Putnam                                             | 4:07,6             | 3.                 |                       |                       | Nie awansował         | Nie awansował         |
| 1500 m                      | Frederick Hedlund                                          | 4:10,8             | 2.                 |                       |                       | b.d                   | 9.                    |
| 1500 m                      | Walter McClure                                             | 4:07,3             | 2.                 |                       |                       | b.d                   | 8.                    |
| 5000 m                      | George Bonhag                                              | 15:22,6            | 1.                 |                       |                       | 15:09,8               | 4.                    |
| 5000 m                      | Louis Scott                                                | 15:23,5            | 1.                 |                       |                       | Nie ukończył biegu    | Nie ukończył biegu    |
| 5000 m                      | Eddie Fitzgerald                                           | Nie ukończył biegu | Nie ukończył biegu |                       |                       | Nie awansował         | Nie awansował         |
| 5000 m                      | Garnett Wikoff                                             | Nie ukończył biegu | Nie ukończył biegu |                       |                       | Nie awansował         | Nie awansował         |
| 5000 m                      | Tell Berna                                                 | 15:53,3            | 3.                 |                       |                       | 15:10,0               | 5.                    |
| 5000 m                      | Wallace McCurdy                                            | Nie ukończył biegu | Nie ukończył biegu |                       |                       | Nie awansował         | Nie awansował         |
| 10 000 m                    | William Kramer                                             | Nie ukończył biegu | Nie ukończył biegu |                       |                       | Nie awansował         | Nie awansował         |
| 10 000 m                    | Harry Hellawell                                            | Nie ukończył biegu | Nie ukończył biegu |                       |                       | Nie awansował         | Nie awansował         |
| 10 000 m                    | Lewis Tewanima                                             | 32:31,4            | 2.                 |                       |                       | 32:06,6               | srebro                |
| 10 000 m                    | Louis Scott                                                | 34:14,2            | 3.                 |                       |                       | Nie ukończył biegu    | Nie ukończył biegu    |
| 10 000 m                    | Hugh Maguire                                               | 34:32,0            | 5.                 |                       |                       | Nie ukończył biegu    | Nie ukończył biegu    |
| 110 m przez płotki          | George Chisholm                                            | 15,4               | 1.                 | 15,7                  | 2.                    | Nie awansował         | Nie awansował         |
| 110 m przez płotki          | John Eller                                                 | 16,0               | 1.                 | 15,7                  | 2.                    | Nie awansował         | Nie awansował         |
| 110 m przez płotki          | Martin Hawkins                                             | 16,1               | 1.                 | 15,7                  | 1.                    | 15,3                  | brąz                  |
| 110 m przez płotki          | Vaughn Blanchard                                           | 16,0               | 2.                 | 15,7                  | 1.                    | Nie awansował         | Nie awansował         |
| 110 m przez płotki          | Edwin Pritchard                                            | 16,4               | 1.                 | 15,6                  | 2.                    | Nie awansował         | Nie awansował         |
| 110 m przez płotki          | John Nicholson                                             | 15,5               | 1.                 | 15,4                  | 1.                    | Nie ukończył biegu    | Nie ukończył biegu    |
| 110 m przez płotki          | Frederick Kelly                                            | 16,4               | 1.                 | 15,6                  | 1.                    | 15,1                  | złoto                 |
| 110 m przez płotki          | John Case                                                  | 16,3               | 1.                 | 15,6                  | 1.                    | 15,3                  | 4.                    |
| 110 m przez płotki          | James Wendell                                              | 15,7               | 2.                 | 15,5                  | 1.                    | 15,2                  | srebro                |
| sztafeta 4 × 100 m mężczyzn | Ira Courtney Frank Belote Clement Wilson Carl Cooke        | 43,7               | 1.                 | Dyskwalifikacja       | Dyskwalifikacja       | Nie awansowali        | Nie awansowali        |
| sztafeta 4 × 400 m mężczyzn | Mel Sheppard Edward Lindberg Ted Meredith Charles Reidpath | 3:23,3             | 1.                 |                       |                       | 3:16,6                | złoto                 |
| bieg przełajowy             | Harry Hellawell                                            |                    |                    |                       |                       | 48:12,0               | 12.                   |
| bieg przełajowy             | Louis Scott                                                |                    |                    |                       |                       | 53:51,4               | 24.                   |
| bieg przełajowy             | Tell Berna                                                 |                    |                    |                       |                       | Nie ukończył biegu    | Nie ukończył biegu    |
| bieg przełajowy             | George Bonhag                                              |                    |                    |                       |                       | Nie ukończył biegu    | Nie ukończył biegu    |
| bieg przełajowy             | William Kramer                                             |                    |                    |                       |                       | Nie ukończył biegu    | Nie ukończył biegu    |
| bieg 3000 m drużynowo       | Abel Kiviat Tell Berna Norman Taber George Bonhag          | 9                  | 1.                 |                       |                       | 9                     | złoto                 |
| bieg przełajowy drużynowo   | Harry Hellawell Louis Scott Tell Berna                     |                    |                    |                       |                       | Nie sklasyfikowani    | Nie sklasyfikowani    |
| maraton                     | Gaston Strobino                                            |                    |                    |                       |                       | 2:38:42,4             | brąz                  |
| maraton                     | Andrew Sockalexis                                          |                    |                    |                       |                       | 2:42:07,9             | 4.                    |
| maraton                     | John Gallagher                                             |                    |                    |                       |                       | 2:44:19,4             | 7.                    |
| maraton                     | Joseph Erxleben                                            |                    |                    |                       |                       | 2:445:47,2            | 8.                    |
| maraton                     | Richard Piggott                                            |                    |                    |                       |                       | 2:46:40,7             | 9.                    |
| maraton                     | Joseph Forshaw                                             |                    |                    |                       |                       | 2:49:49,4             | 10.                   |
| maraton                     | Clarence DeMar                                             |                    |                    |                       |                       | 2:50:46,6             | 12.                   |
| maraton                     | Lewis Tewanima                                             |                    |                    |                       |                       | 2:52:41,4             | 16.                   |
| maraton                     | Harry Smith                                                |                    |                    |                       |                       | 2:52:53,8             | 17.                   |
| maraton                     | Thomas Lilley                                              |                    |                    |                       |                       | 2:59:35,4             | 18.                   |
| maraton                     | John Reynolds                                              |                    |                    |                       |                       | Nie ukończył biegu    | Nie ukończył biegu    |
| maraton                     | Michael J. Ryan                                            |                    |                    |                       |                       | Nie ukończył biegu    | Nie ukończył biegu    |
| chód na 10 km               | Samuel Schwartz                                            | 53:30,8            | 6.                 |                       |                       | Nie awansował         | Nie awansował         |
| chód na 10 km               | Edward Renz                                                | 53:30,8            | 7.                 |                       |                       | Nie awansował         | Nie awansował         |
| chód na 10 km               | Frederick Kaiser                                           | 51:13,8            | 5.                 |                       |                       | Nie ukończył wyścigu  | Nie ukończył wyścigu  |
| chód na 10 km               | Alfred Voellmeke                                           | 52:29,0            | 6.                 |                       |                       | Nie awansował         | Nie awansował         |

Konkurencje techniczne
| Zawodnik          | Konkurencja            | Finał                         | Finał                         |
| Zawodnik          | Konkurencja            | Wynik                         | Miejsce                       |
| ----------------- | ---------------------- | ----------------------------- | ----------------------------- |
| Alma Richards     | skok wzwyż             | 1,93                          | złoto                         |
| George Horine     | skok wzwyż             | 1,89                          | brąz                          |
| Egon Erickson     | skok wzwyż             | 1,87                          | 4.                            |
| Jim Thorpe        | skok wzwyż             | 1,87                          | 4.                            |
| Harry Grumpelt    | skok wzwyż             | 1,85                          | 6.                            |
| John Johnstone    | skok wzwyż             | 1,85                          | 6.                            |
| Jervis Burdick    | skok wzwyż             | 1,80                          | 12.                           |
| Wesley Oler       | skok wzwyż             | 1,75                          | 13.                           |
| Harold Enright    | skok wzwyż             | 1,75                          | 13.                           |
| Platt Adams       | skok wzwyż             | 1,70                          | 23.                           |
| John Nicholson    | skok wzwyż             | Nie zaliczył żadnej wysokości | Nie zaliczył żadnej wysokości |
| Platt Adams       | trójskok               | 14,09                         | 5.                            |
| Charles Brickley  | trójskok               | 13,88                         | 9.                            |
| Edward Farrell    | trójskok               | 13,57                         | 13.                           |
| Albert Gutterson  | skok w dal             | 7,60                          | złoto                         |
| Harry Worthington | skok w dal             | 7,03                          | 4.                            |
| Eugene Mercer     | skok w dal             | 6,97                          | 5.                            |
| Fred Allen        | skok w dal             | 6,94                          | 6.                            |
| Jim Thorpe        | skok w dal             | 6,89                          | 7.                            |
| Frank Irons       | skok w dal             | 6,80                          | 9.                            |
| Edward Farrell    | skok w dal             | 6,71                          | 13.                           |
| Harry Babcock     | skok o tyczce          | 3,95                          | złoto                         |
| Frank Nelson      | skok o tyczce          | 3,85                          | srebro                        |
| Marc Wright       | skok o tyczce          | 3,85                          | srebro                        |
| Frank Murphy      | skok o tyczce          | 3,80                          | brąz                          |
| Samuel Bellah     | skok o tyczce          | 3,75                          | 7.                            |
| Frank Coyle       | skok o tyczce          | 3,65                          | 8.                            |
| Gordon Dukes      | skok o tyczce          | 3,65                          | 8.                            |
| William Fritz     | skok o tyczce          | 3,65                          | 8.                            |
| Platt Adams       | skok w dal z miejsca   | 3,36                          | srebro                        |
| Benjamin Adams    | skok w dal z miejsca   | 3,28                          | brąz                          |
| Leo Goehring      | skok w dal z miejsca   | 3,14                          | 5.                            |
| Richard Byrd      | skok w dal z miejsca   | 3,12                          | 8.                            |
| Forest Fletcher   | skok w dal z miejsca   | 3,11                          | 9.                            |
| Platt Adams       | skok wzwyż z miejsca   | 1,63                          | złoto                         |
| Benjamin Adams    | skok wzwyż z miejsca   | 1,60                          | srebro                        |
| Leo Goehring      | skok wzwyż z miejsca   | 1,50                          | 4.                            |
| Richard Byrd      | skok wzwyż z miejsca   | 1,50                          | 4.                            |
| Forest Fletcher   | skok wzwyż z miejsca   | 1,45                          | 7.                            |
| Frank Belote      | skok wzwyż z miejsca   | 1,45                          | 7.                            |
| Matt McGrath      | rzut młotem            | 54,74                         | złoto                         |
| Clarence Childs   | rzut młotem            | 48,17                         | brąz                          |
| Ralph Rose        | rzut młotem            | 42,58                         | 8.                            |
| Ben Sherman       | rzut młotem            | 38,77                         | 12.                           |
| Simon Gillis      | rzut młotem            | b.d                           | 14.                           |
| Patrick McDonald  | pchnięcie kulą         | 15,34                         | złoto                         |
| Ralph Rose        | pchnięcie kulą         | 15,25                         | srebro                        |
| Lawrence Whitney  | pchnięcie kulą         | 13,93                         | brąz                          |
| George Philbrook  | pchnięcie kulą         | 13,13                         | 5.                            |
| Ralph Rose        | pchnięcie kulą oburącz | 27,70                         | złoto                         |
| Patrick McDonald  | pchnięcie kulą oburącz | 27,53                         | srebro                        |
| Lawrence Whitney  | pchnięcie kulą oburącz | 24,09                         | 4.                            |
| Richard Byrd      | rzut dyskiem           | 42,32                         | srebro                        |
| James Duncan      | rzut dyskiem           | 42,28                         | brąz                          |
| Arlie Mucks       | rzut dyskiem           | 40,93                         | 6.                            |
| George Philbrook  | rzut dyskiem           | 40,92                         | 7.                            |
| Ralph Rose        | rzut dyskiem           | 39,65                         | 11.                           |
| Emil Muller       | rzut dyskiem           | 39,65                         | 12.                           |
| Lawrence Whitney  | rzut dyskiem           | 37,91                         | 20.                           |
| Avery Brundage    | rzut dyskiem           | 37,85                         | 22.                           |
| James Duncan      | rzut dyskiem oburącz   | 71,13                         | 5.                            |
| Emil Muller       | rzut dyskiem oburącz   | 69,56                         | 6.                            |
| Arlie Mucks       | rzut dyskiem oburącz   | 63,83                         | 15.                           |
| Richard Byrd      | rzut dyskiem oburącz   | 62,32                         | 17.                           |

| Zawodnik         | Konkurencje   | Konkurencje                | Wyniki                | Punkty                   | Miejsce                  |
| ---------------- | ------------- | -------------------------- | --------------------- | ------------------------ | ------------------------ |
| Jim Thorpe       | pięciobój     | skok w dal                 | 7,07                  | 1                        | 1.                       |
| Jim Thorpe       | pięciobój     | rzut oszczepem             | 46,71                 | 3                        | 3.                       |
| Jim Thorpe       | pięciobój     | Bieg na 200 m              | 22,9                  | 1                        | 1.                       |
| Jim Thorpe       | pięciobój     | rzut dyskiem               | 35,57                 | 1                        | 1.                       |
| Jim Thorpe       | pięciobój     | Bieg na 1500 m             | 4:44,8                | 1                        | 1.                       |
| Jim Thorpe       | pięciobój     | Finał                      |                       | 7                        | złoto                    |
| James Donahue    | pięciobój     | skok w dal                 | 6,83                  | 3                        | 3.                       |
| James Donahue    | pięciobój     | rzut oszczepem             | 38,28                 | 16                       | 16.                      |
| James Donahue    | pięciobój     | Bieg na 200 m              | 23,0                  | 2                        | 2.                       |
| James Donahue    | pięciobój     | rzut dyskiem               | 29,64                 | 11                       | 11.                      |
| James Donahue    | pięciobój     | Bieg na 1500 m             | 4:51,0                | 3                        | 3.                       |
| James Donahue    | pięciobój     | Finał                      |                       | 29                       | srebro                   |
| Avery Brundage   | pięciobój     | skok w dal                 | 6,58                  | 4                        | 4.                       |
| Avery Brundage   | pięciobój     | rzut oszczepem             | 42,85                 | 9                        | 9.                       |
| Avery Brundage   | pięciobój     | Bieg na 200 m              | 24,2                  | 15                       | 15.                      |
| Avery Brundage   | pięciobój     | rzut dyskiem               | 34,72                 | 2                        | 2.                       |
| Avery Brundage   | pięciobój     | Bieg na 1500 m             | Nie ukończył biegu    | Nie ukończył biegu       | Nie ukończył biegu       |
| Avery Brundage   | pięciobój     | Finał                      |                       | 31                       | 6.                       |
| James Menaul     | pięciobój     | skok w dal                 | 6,40                  | 11                       | 11.                      |
| James Menaul     | pięciobój     | rzut oszczepem             | 35,85                 | 20                       | 20.                      |
| James Menaul     | pięciobój     | Bieg na 200 m              | 23,0                  | 2                        | 2.                       |
| James Menaul     | pięciobój     | rzut dyskiem               | 31,38                 | 6                        | 6.                       |
| James Menaul     | pięciobój     | Bieg na 1500 m             | 4:49,6                | 2                        | 2.                       |
| James Menaul     | pięciobój     | Finał                      |                       | 30                       | 5.                       |
| John Eller       | pięciobój     | skok w dal                 | 6,17                  | 18                       | 18.                      |
| John Eller       | pięciobój     | rzut oszczepem             | 33,36                 | 25                       | 25.                      |
| John Eller       | pięciobój     | Bieg na 200 m              | 23,1                  | 4                        | 4.                       |
| John Eller       | pięciobój     | rzut dyskiem               | Nie stanął na starcie | Nie stanął na starcie    | Nie stanął na starcie    |
| John Eller       | pięciobój     | Bieg na 1500 m             | -                     | -                        | -                        |
| John Eller       | pięciobój     | Finał                      |                       | Nie ukończył konkurencji | Nie ukończył konkurencji |
| Jim Thorpe       | dziesięciobój | bieg 100 m                 | 11,2                  | 904,8                    | 3.                       |
| Jim Thorpe       | dziesięciobój | skok w dal                 | 6,79                  | 830,95                   | 3.                       |
| Jim Thorpe       | dziesięciobój | pchnięcie kulą             | 12,89                 | 809                      | 1.                       |
| Jim Thorpe       | dziesięciobój | skok wzwyż                 | 1,87                  | 958                      | 1.                       |
| Jim Thorpe       | dziesięciobój | bieg 400 m                 | 52,2                  | 857,12                   | 4.                       |
| Jim Thorpe       | dziesięciobój | rzut dyskiem               | 36,98                 | 829,76                   | 3.                       |
| Jim Thorpe       | dziesięciobój | bieg na 110 m przez płotki | 15,6                  | 943,00                   | 1.                       |
| Jim Thorpe       | dziesięciobój | skok o tyczce              | 3,25                  | 751,6                    | 3.                       |
| Jim Thorpe       | dziesięciobój | rzut oszczepem             | 45,70                 | 748,925                  | 4.                       |
| Jim Thorpe       | dziesięciobój | bieg na 1500 m             | 4:40,1                | 779,8                    | 1.                       |
| Jim Thorpe       | dziesięciobój | Finał                      |                       | 8412,955                 | złoto                    |
| James Donahue    | dziesięciobój | bieg 100 m                 | 11,8                  | 762,0                    | 13.                      |
| James Donahue    | dziesięciobój | skok w dal                 | 6,48                  | 755,00                   | 5.                       |
| James Donahue    | dziesięciobój | pchnięcie kulą             | 9,67                  | 487                      | 24.                      |
| James Donahue    | dziesięciobój | skok wzwyż                 | 1,65                  | 650                      | 13.                      |
| James Donahue    | dziesięciobój | bieg 400 m                 | 51,6                  | 879,68                   | 2.                       |
| James Donahue    | dziesięciobój | rzut dyskiem               | 29,95                 | 562,62                   | 14.                      |
| James Donahue    | dziesięciobój | bieg na 110 m przez płotki | 16,2                  | 886,00                   | 2.                       |
| James Donahue    | dziesięciobój | skok o tyczce              | 3,40                  | 832,6                    | 2.                       |
| James Donahue    | dziesięciobój | rzut oszczepem             | 37,09                 | 512,150                  | 13.                      |
| James Donahue    | dziesięciobój | bieg na 1500 m             | 4:44,0                | 576,4                    | 5.                       |
| James Donahue    | dziesięciobój | Finał                      |                       | 7083,450                 | 5.                       |
| Eugene Mercer    | dziesięciobój | bieg 100 m                 | 11,0                  | 952,4                    | 1.                       |
| Eugene Mercer    | dziesięciobój | skok w dal                 | 6,84                  | 843,20                   | 2.                       |
| Eugene Mercer    | dziesięciobój | pchnięcie kulą             | 9,76                  | 496                      | 23.                      |
| Eugene Mercer    | dziesięciobój | skok wzwyż                 | 1,65                  | 650                      | 13.                      |
| Eugene Mercer    | dziesięciobój | bieg 400 m                 | 49,9                  | 943,60                   | 1.                       |
| Eugene Mercer    | dziesięciobój | rzut dyskiem               | 2,195                 | 258,62                   | 18.                      |
| Eugene Mercer    | dziesięciobój | bieg na 110 m przez płotki | 16,4                  | 867,00                   | 4.                       |
| Eugene Mercer    | dziesięciobój | skok o tyczce              | 3,60                  | 940,6                    | 1.                       |
| Eugene Mercer    | dziesięciobój | rzut oszczepem             | 32,32                 | 380,975                  | 14.                      |
| Eugene Mercer    | dziesięciobój | bieg na 1500 m             | 4:46,3                | 742,6                    | 7.                       |
| Eugene Mercer    | dziesięciobój | Finał                      |                       | 7074,995                 | 6.                       |
| George Philbrook | dziesięciobój | bieg 100 m                 | 12,4                  | 619,2                    | 26.                      |
| George Philbrook | dziesięciobój | skok w dal                 | 6,34                  | 720,70                   | 10.                      |
| George Philbrook | dziesięciobój | pchnięcie kulą             | 12,79                 | 799                      | 3.                       |
| George Philbrook | dziesięciobój | skok wzwyż                 | 1,80                  | 860                      | 2.                       |
| George Philbrook | dziesięciobój | bieg 400 m                 | 56,7                  | 687,92                   | 16.                      |
| George Philbrook | dziesięciobój | rzut dyskiem               | 41,56                 | 1038,00                  | 1.                       |
| George Philbrook | dziesięciobój | bieg na 110 m przez płotki | 16,8                  | 829,00                   | 7.                       |
| George Philbrook | dziesięciobój | skok o tyczce              | 2,50                  | 346,6                    | 15.                      |
| George Philbrook | dziesięciobój | rzut oszczepem             | 41,67                 | 638,100                  | 8.                       |
| George Philbrook | dziesięciobój | bieg na 1500 m             | Nie stanął na starcie | Nie stanął na starcie    | Nie stanął na starcie    |
| George Philbrook | dziesięciobój | Finał                      |                       | Nie ukończył konkurencji | Nie ukończył konkurencji |
| Avery Brundage   | dziesięciobój | bieg 100 m                 | 12,2                  | 666,8                    | 20.                      |
| Avery Brundage   | dziesięciobój | skok w dal                 | 6,40                  | 735,40                   | 9.                       |
| Avery Brundage   | dziesięciobój | pchnięcie kulą             | 11,12                 | 632                      | 8.                       |
| Avery Brundage   | dziesięciobój | skok wzwyż                 | 1,70                  | 720                      | 7.                       |
| Avery Brundage   | dziesięciobój | bieg 400 m                 | 55,2                  | 744,32                   | 13.                      |
| Avery Brundage   | dziesięciobój | rzut dyskiem               | 34,07                 | 719,18                   | 7.                       |
| Avery Brundage   | dziesięciobój | bieg na 110 m przez płotki | 17,1                  | 800,50                   | 10.                      |
| Avery Brundage   | dziesięciobój | skok o tyczce              | 2,90                  | 562,6                    | 10.                      |
| Avery Brundage   | dziesięciobój | rzut oszczepem             | Nie stanął na starcie | Nie stanął na starcie    | Nie stanął na starcie    |
| Avery Brundage   | dziesięciobój | bieg na 1500 m             | -                     | -                        | -                        |
| Avery Brundage   | dziesięciobój | Finał                      |                       | Nie ukończył konkurencji | Nie ukończył konkurencji |
| Harry Babcock    | dziesięciobój | bieg 100 m                 | 11,6                  | 809,6                    | 10.                      |
| Harry Babcock    | dziesięciobój | skok w dal                 | 6,29                  | 708,45                   | 11.                      |
| Harry Babcock    | dziesięciobój | pchnięcie kulą             | 10,16                 | 536                      | 17.                      |
| Harry Babcock    | dziesięciobój | skok wzwyż                 | Nie stanął na starcie | Nie stanął na starcie    | Nie stanął na starcie    |
| Harry Babcock    | dziesięciobój | bieg 400 m                 | -                     | -                        | -                        |
| Harry Babcock    | dziesięciobój | rzut dyskiem               | -                     | -                        | -                        |
| Harry Babcock    | dziesięciobój | bieg na 110 m przez płotki | -                     | -                        | -                        |
| Harry Babcock    | dziesięciobój | skok o tyczce              | -                     | -                        | -                        |
| Harry Babcock    | dziesięciobój | rzut oszczepem             | -                     | -                        | -                        |
| Harry Babcock    | dziesięciobój | bieg na 1500 m             | -                     | -                        | -                        |
| Harry Babcock    | dziesięciobój | Finał                      |                       | Nie ukończył konkurencji | Nie ukończył konkurencji |

### Pięciobój nowoczesny
| Zawodnik         | Konkurencja   | Strzelanie | Strzelanie | Strzelanie | Pływanie | Pływanie | Pływanie | Szermierka | Szermierka | Szermierka | Jazda konna | Jazda konna | Jazda konna | Bieg przełajowy | Bieg przełajowy | Bieg przełajowy | Suma punktów | Pozycja |
| Zawodnik         | Konkurencja   | Wynik      | M.         | Punkty     | Czas     | M.       | Punkty   | Wygrane    | M.         | Punkty     | Kary        | M.          | Punkty      | Czas            | M.              | Punkty          | Suma punktów | Pozycja |
| ---------------- | ------------- | ---------- | ---------- | ---------- | -------- | -------- | -------- | ---------- | ---------- | ---------- | ----------- | ----------- | ----------- | --------------- | --------------- | --------------- | ------------ | ------- |
| George S. Patton | indywidualnie | 150        | 21.        | 21         | 5:55,6   | 7.       | 7        | 20         | 4.         | 4          | 0           | 6.          | 6           | 20.01,3         | 3.              | 3               | 41           | 5.      |

### Pływanie
Mężczyźni
| Konkurencja        | Zawodnik                                                       | Eliminacje      | Eliminacje      | Ćwierćfinał   | Ćwierćfinał   | Półfinał      | Półfinał      | Finał         | Finał         |
| Konkurencja        | Zawodnik                                                       | Czas            | Miejsce         | Czas          | Miejsce       | Czas          | Miejsce       | Czas          | Miejsce       |
| ------------------ | -------------------------------------------------------------- | --------------- | --------------- | ------------- | ------------- | ------------- | ------------- | ------------- | ------------- |
| 100 m dowolnym     | Nicholas Nerich                                                | 1:07,6          | 2.              | 1:08,8        | 3.            | Nie awansował | Nie awansował | Nie awansował | Nie awansował |
| 100 m dowolnym     | Perry McGillivray                                              | 1:04,8          | 1.              | 1:04,4        | 2.            | 1:06,2        | 3.            | Nie awansował | Nie awansował |
| 100 m dowolnym     | Kenneth Huszagh                                                | 1:06,2          | 3.              | 1:04,2        | 1.            | 1:06,2        | 2.            | 1:05,6        | brąz          |
| 100 m dowolnym     | Duke Kahanamoku                                                | 1:02,6          | 1.              | 1:03,8        | 1.            | 1:02,4        | 1.            | 1:03,4        | złoto         |
| 100 m dowolnym     | Harry Hebner                                                   | 1:10,4          | 3.              | Nie awansował | Nie awansował | Nie awansował | Nie awansował | Nie awansował | Nie awansował |
| 100 m dowolnym     | James Reilly                                                   | b.d             | 4.              | Nie awansował | Nie awansował | Nie awansował | Nie awansował | Nie awansował | Nie awansował |
| 400 m dowolnym     | James Reilly                                                   | 6:10,2          | 3.              |               |               | Nie awansował | Nie awansował | Nie awansował | Nie awansował |
| 400 m dowolnym     | Nicholas Nerich                                                | 5:50,4          | 3.              |               |               | 5:51,0        | 4.            | Nie awansował | Nie awansował |
| 100 m grzbietowym  | Harry Hebner                                                   | 1:21,0          | 1.              |               |               | 1:20,8        | 1.            | 1:21,2        | złoto         |
| 200 m klasycznym   | Michael McDermott                                              | Dyskwalifikacja | Dyskwalifikacja |               |               | Nie awansował | Nie awansował | Nie awansował | Nie awansował |
| 400 m klasycznym   | Michael McDermott                                              | Dyskwalifikacja | Dyskwalifikacja |               |               | Nie awansował | Nie awansował | Nie awansował | Nie awansował |
| 4 × 200 m dowolnym | Kenneth Huszagh Duke Kahanamoku Harry Hebner Perry McGillivray | 10:26,4         | 1.              |               |               |               |               | 10:20,2       | srebro        |

### Skoki do wody
| Konkurencja              | Zawodnik         | Eliminacje               | Eliminacje               | Półfinał | Półfinał | Finał              | Finał              |
| Konkurencja              | Zawodnik         | Wynik                    | Pozycja                  | Wynik    | Pozycja  | Wynik              | Pozycja            |
| ------------------------ | ---------------- | ------------------------ | ------------------------ | -------- | -------- | ------------------ | ------------------ |
| wieża 10 m               | George Gaidzik   | 36,2                     | 2.                       |          |          | Nie awansował      | Nie awansował      |
| wieża 10 m               | Arthur McAleenan | 34,9                     | 5.                       |          |          | Nie awansował      | Nie awansował      |
| trampolina 3m            | Arthur McAleenan | 68,02                    | 3.                       |          |          | Nie awansował      | Nie awansował      |
| trampolina 3m            | George Gaidzik   | 74,03                    | 3.                       |          |          | 68,01              | 8.                 |
| skoki standard i dowolne | George Gaidzik   | 62,56                    | 6.                       |          |          | Nie awansował      | Nie awansował      |
| skoki standard i dowolne | Arthur McAleenan | Nie ukończył konkurencji | Nie ukończył konkurencji |          |          | Nie sklasyfikowany | Nie sklasyfikowany |

### Strzelectwo
| Konkurencja                                      | Zawodnik                                                                                 | Finał | Finał   |
| Konkurencja                                      | Zawodnik                                                                                 | Wynik | Pozycja |
| ------------------------------------------------ | ---------------------------------------------------------------------------------------- | ----- | ------- |
| karabin dowolny 600 m                            | Carl Osburn                                                                              | 94    | srebro  |
| karabin dowolny 600 m                            | John Jackson                                                                             | 94    | brąz    |
| karabin dowolny 600 m                            | Allan Briggs                                                                             | 94    | 4.      |
| karabin dowolny 600 m                            | Cornelius Burdette                                                                       | 87    | 8.      |
| karabin dowolny 600 m                            | Harry Adams                                                                              | 86    | 12.     |
| karabin dowolny 600 m                            | Warren Sprout                                                                            | 85    | 14.     |
| karabin dowolny 600 m                            | Harold Bartlett                                                                          | 83    | 19.     |
| karabin dowolny 600 m                            | Frederick Hird                                                                           | 81    | 26.     |
| karabin dowolny 600 m                            | William McDonnell                                                                        | 80    | 32.     |
| karabin wojskowy trzy pozycje 300 m              | Carl Osburn                                                                              | 95    | srebro  |
| karabin wojskowy trzy pozycje 300 m              | Harold Bartlett                                                                          | 90    | 9.      |
| karabin wojskowy trzy pozycje 300 m              | Harry Adams                                                                              | 89    | 12.     |
| karabin wojskowy trzy pozycje 300 m              | Allan Briggs                                                                             | 85    | 25.     |
| karabin wojskowy trzy pozycje 300 m              | Frederick Hird                                                                           | 84    | 28.     |
| karabin wojskowy trzy pozycje 300 m              | William McDonnell                                                                        | 82    | 31.     |
| karabin wojskowy trzy pozycje 300 m              | John Jackson                                                                             | 82    | 33.     |
| karabin wojskowy trzy pozycje 300 m              | Warren Sprout                                                                            | 81    | 37.     |
| karabin wojskowy trzy pozycje 300 m              | Cornelius Burdette                                                                       | 75    | 52.     |
| karabin wojskowy drużynowo                       | Cornelius Burdette Allan Briggs Harry Adams John Jackson Carl Osburn Warren Sprout       | 1687  | złoto   |
| karabin dowolny 3 pozycje                        | Carl Osburn                                                                              | 915   | 17.     |
| karabin dowolny 3 pozycje                        | Cornelius Burdette                                                                       | 912   | 21.     |
| karabin dowolny 3 pozycje                        | Harry Adams                                                                              | 903   | 28.     |
| karabin dowolny 3 pozycje                        | Warren Sprout                                                                            | 896   | 32.     |
| karabin dowolny 3 pozycje                        | Allan Briggs                                                                             | 888   | 35.     |
| karabin dowolny 3 pozycje                        | Harold Bartlett                                                                          | 884   | 36.     |
| karabin dowolny 3 pozycje                        | Frederick Hird                                                                           | 875   | 38.     |
| karabin małokalibrowy znikająca tarcza 25 m      | Frederick Hird                                                                           | 221   | 8.      |
| karabin małokalibrowy znikająca tarcza 25 m      | William McDonnell                                                                        | 212   | 14.     |
| karabin małokalibrowy znikająca tarcza 25 m      | Edwin Anderson                                                                           | 208   | 16.     |
| karabin małokalibrowy znikająca tarcza 25 m      | Warren Sprout                                                                            | 205   | 17.     |
| karabin małokalibrowy znikająca tarcza 25 m      | William Leushner                                                                         | 206   | 24.     |
| karabin małokalibrowy znikająca tarcza 25 m      | Carl Osburn                                                                              | 146   | 34.     |
| karabin małokalibrowy dowolna pozycja 50 m       | Frederick Hird                                                                           | 194   | złoto   |
| karabin małokalibrowy dowolna pozycja 50 m       | William Leushner                                                                         | 189   | 7.      |
| karabin małokalibrowy dowolna pozycja 50 m       | Warren Sprout                                                                            | 187   | 12.     |
| karabin małokalibrowy dowolna pozycja 50 m       | Carl Osburn                                                                              | 187   | 13.     |
| karabin małokalibrowy dowolna pozycja 50 m       | William McDonnell                                                                        | 186   | 18.     |
| karabin małokalibrowy dowolna pozycja 50 m       | Edwin Anderson                                                                           | 185   | 23.     |
| karabin małokalibrowy znikająca tarcza drużynowo | Frederick Hird Warren Sprout William McDonnell William Leushner                          | 881   | brąz    |
| karabin małokalibrowy 50 m leżąc drużynowo       | Warren Sprout William Leushner Frederick Hird Carl Osburn                                | 744   | brąz    |
| runda pojedyncza - sylwetka jelenia              | William Leushner                                                                         | 37    | 8.      |
| runda pojedyncza - sylwetka jelenia              | Walter Winans                                                                            | 24    | 29.     |
| runda podwójna - sylwetka jelenia                | Walter Winans                                                                            | 59    | 11.     |
| runda podwójna - sylwetka jelenia                | William Leushner                                                                         | 49    | 15.     |
| runda pojedyncza - sylwetka jelenia drużynowo    | Walter Winans William Leushner William Libbey William McDonnell                          | 132   | srebro  |
| pistolet pojedynkowy 30 m                        | Alfred Lane                                                                              | 287   | złoto   |
| pistolet pojedynkowy 30 m                        | John Dietz                                                                               | 283   | 4.      |
| pistolet pojedynkowy 30 m                        | Walter Winans                                                                            | 276   | 8.      |
| pistolet pojedynkowy 30 m                        | Hans Roedder                                                                             | 275   | 10.     |
| pistolet pojedynkowy 30 m                        | Peter Dolfen                                                                             | 274   | 16.     |
| pistolet pojedynkowy 30 m                        | Reginald Sayre                                                                           | 268   | 19.     |
| pistolet dowolny indywidualnie                   | Alfred Lane                                                                              | 499   | złoto   |
| pistolet dowolny indywidualnie                   | Peter Dolfen                                                                             | 474   | srebro  |
| pistolet dowolny indywidualnie                   | Harry Sears                                                                              | 459   | 7.      |
| pistolet dowolny indywidualnie                   | John Dietz                                                                               | 454   | 9.      |
| pistolet dowolny indywidualnie                   | Reginald Sayre                                                                           | 452   | 13.     |
| pistolet dowolny indywidualnie                   | Hans Roedder                                                                             | 431   | 22.     |
| pistolet dowolny indywidualnie                   | Walter Winans                                                                            | 356   | 49.     |
| pistolet pojedynkowy drużynowo                   | Alfred Lane Reginald Sayre Walter Winans John Dietz                                      | 1097  | 4.      |
| pistolet dowolny drużynowo                       | Alfred Lane Harry Sears Peter Dolfen John Dietz                                          | 1916  | złoto   |
| trap indywidualnie                               | James Graham                                                                             | 96    | złoto   |
| trap indywidualnie                               | Ralph Spotts                                                                             | 87    | 9.      |
| trap indywidualnie                               | Edward Gleason                                                                           | 87    | 9.      |
| trap indywidualnie                               | Daniel McMahon                                                                           | 36    | 35.     |
| trap indywidualnie                               | Charles Billings                                                                         | 14    | 41.     |
| trap indywidualnie                               | John H. Hendrickson                                                                      | 14    | 41.     |
| trap indywidualnie                               | Frank Hall                                                                               | 86    | 12.     |
| trap drużynowo                                   | James Graham Charles Billings Ralph Spotts John H. Hendrickson Frank Hall Edward Gleason | 532   | złoto   |

### Szermierka
| Konkurencja          | Zawodnik              | 1 runda | 1 runda | 2 runda                                                                                    | 2 runda               | Półfinały                                                                     | Półfinały      | Finał          | Finał          | Pozycja        |                |
| Konkurencja          | Zawodnik              | Przeciwnik                                                                                                   | Wynik   | Przeciwnik                                                                                 | Wynik                 | Przeciwnik                                                                    | Wynik          | Przeciwnik     | Wynik          | Pozycja        |                |
| -------------------- | --------------------- | --- | ------- | ------------------------------------------------------------------------------------------ | --------------------- | ----------------------------------------------------------------------------- | -------------- | -------------- | -------------- | -------------- | -------------- |
| szpada indywidualnie | Sherman Hall          | Vilém Goppold Jr. Einar Sörensen Severin Finne George van Rossem Władimir Sarnawski                          |         | Nie awansowała                                                                             | Nie awansowała        | Nie awansowała                                                                | Nie awansowała | Nie awansowała | Nie awansowała | Nie awansowała |                |
| szpada indywidualnie | George Breed          | Zdeněk Vávra Gawriił Bertrain Christopher von Tangen                                                         |         | Einar Sörensen Gerald Ames Petros Manos Emil Schön Sigurd Mathiesen                        |                       | Nie awansował                                                                 | Nie awansował  | Nie awansował  | Nie awansował  | Nie awansował  |                |
| szpada indywidualnie | Alfred Sauer          | Lars Aas Martin Holt Philippe Le Hardy de Beaulieu Josef Javůrek Albertus Perk Walter Gates                  |         | Nie awansował                                                                              | Nie awansował         | Nie awansował                                                                 | Nie awansował  | Nie awansował  | Nie awansował  | Nie awansował  |                |
| szpada indywidualnie | Marc Larimer          | Robert Montgomerie František Kříž Heinrich Schrader Fernand de Montigny Harald Platou                        |         | Nie awansował                                                                              | Nie awansował         | Nie awansował                                                                 | Nie awansował  | Nie awansował  | Nie awansował  | Nie awansował  |                |
| szpada indywidualnie | John MacLaughlin      | Jan de Beaufort Louis Sparre Hans Thomson Percival Davson Josef Pfeiffer Gaston Salmon                       |         | Nie awansował                                                                              | Nie awansował         | Nie awansował                                                                 | Nie awansował  | Nie awansował  | Nie awansował  | Nie awansował  |                |
| szpada indywidualnie | Fredric Schenck       | Edgar Amphlett Henri Anspach                                                                                 |         | Ivan Osiier Zdeněk Vávra Edgar Seligman Fernand de Montigny Hendrik de Iongh               |                       | Nie awansował                                                                 | Nie awansował  | Nie awansował  | Nie awansował  | Nie awansował  |                |
| szpada indywidualnie | William Bowman        | Zdeněk Bárta Ivan Osiier Ernest Stenson-Cooke                                                                |         | Sotirios Notaris Philippe Le Hardy de Beaulieu Miloš Klika Gawriił Bertrain Arthur Everitt |                       | Einar Sörensen Petros Manos Léon Tom Edgar Amphlett Zdeněk Vávra              |                | Nie awansował  | Nie awansował  | Nie awansował  |                |
| szpada indywidualnie | John Gignoux          | Gustaf Lindblom Adrianus de Jong Jeorjos Wersis Sydney Martineau Marcel Berré Hans Olsen Hermann Plaskuda    |         | Nie awansował                                                                              | Nie awansował         | Nie awansował                                                                 | Nie awansował  | Nie awansował  | Nie awansował  | Nie awansował  |                |
| szpada indywidualnie | Albertson Van Zo Post | Pál Rosty Charles Van Der Byl                                                                                |         | Jeorjos Wersis Georg Branting Martin Holt Zdeněk Bárta Léon Tom                            |                       | Nie awansował                                                                 | Nie awansował  | Nie awansował  | Nie awansował  | Nie awansował  |                |
| szpada indywidualnie | James Moore           | Georg Branting Trifon Triandafilakos Willem van Blijenburgh Emil Schön John Blake Béla Békessy Oluf Berntsen |         | Nie awansował                                                                              | Nie awansował         | Nie awansował                                                                 | Nie awansował  | Nie awansował  | Nie awansował  | Nie awansował  |                |
| szpada indywidualnie | szpada drużynowo      | Albertson Van Zo Post George Breed John MacLaughlin Scott Breckinridge Sherman Hall William Bowman           |         |                                                                                            | Dania · Grecja        | P                                                                             | Nie awansowali | Nie awansowali | Nie awansowali | Nie awansowali | Nie awansowali |
| floret indywidualnie | Marc Larimer          | Johannes Adam Marcel Berré Edgar Amphlett Fieliks Leparski                                                   |         | Zoltán Schenker Nedo Nadi Gordon Alexander Julius Lichtenfels Léon Tom                     |                       | Nie awansował                                                                 | Nie awansował  | Nie awansował  | Nie awansował  | Nie awansował  |                |
| floret indywidualnie | Albertson Van Zo Post | Gordon Alexander Josef Pfeiffer Bertalan Dunay Pawieł Guworski                                               |         | Nie stanął na starcie                                                                      | Nie stanął na starcie | Nie awansował                                                                 | Nie awansował  | Nie awansował  | Nie awansował  | Nie awansował  |                |
| floret indywidualnie | Scott Breckinridge    | Nedo Nadi Zoltán Schenker Julius Thomson Miloš Klika Walter Gates Percival Davson                            |         | Pietro Speciale Dezső Földes Edgar Seligman Marcel Berré Josef Pfeiffer                    |                       | Nie awansował                                                                 | Nie awansował  | Nie awansował  | Nie awansował  | Nie awansował  |                |
| floret indywidualnie | John MacLaughlin      | Francesco Pietrasanta Sotirios Notaris Lars Aas Ernest Stenson-Cooke Fernand de Montigny Nikołaj Gorodiecki  |         | Nie awansował                                                                              | Nie awansował         | Nie awansował                                                                 | Nie awansował  | Nie awansował  | Nie awansował  | Nie awansował  |                |
| floret indywidualnie | Sherman Hall          | Victor Willems Pietro Speciale Sydney Martineau Aleksandr Mordowin Hans Olsen Carl Personne                  |         | Edoardo Alaimo Béla Békessy Fernand de Montigny Axel Jöhncke Adolf Davids                  |                       | László Berti Victor Willems Richard Verderber Fernando Cavallini Dezső Földes |                | Nie awansował  | Nie awansował  | Nie awansował  |                |
| floret indywidualnie | Harold Rayner         | Adolf Davids Béla Zulawszky Nils Grönvall Władimir Samojłow                                                  | W       | Ivan Osiier Péter Tóth Wilhelm Löffler Sotirios Notaris Victor Willems                     |                       | Nie awansował                                                                 | Nie awansował  | Nie awansował  | Nie awansował  | Nie awansował  |                |
| floret indywidualnie | John Gignoux          | Béla Békessy Edgar Seligman Josef Javůrek Franz Dereani Wilhelm Löffler                                      | P       | Nie awansował                                                                              | Nie awansował         | Nie awansował                                                                 | Nie awansował  | Nie awansował  | Nie awansował  | Nie awansował  |                |
| floret indywidualnie | William Bowman        | Ejnar Levison Pál Pajzs Josef Puhm Hermann Plaskuda Zdeněk Vávra                                             |         | Nie awansował                                                                              | Nie awansował         | Nie awansował                                                                 | Nie awansował  | Nie awansował  | Nie awansował  | Nie awansował  |                |
| floret indywidualnie | Alfred Sauer          | Edoardo Alaimo Péter Tóth Vilém Goppold Jr. Albert Naumann Władimir Sarnawski                                | P W     | Nie awansował                                                                              | Nie awansował         | Nie awansował                                                                 | Nie awansował  | Nie awansował  | Nie awansował  | Nie awansował  |                |
| floret indywidualnie | George Breed          | Fernando Cavallini Robert Hennet Emil Schön Leonid Griniow Gunnar Böös                                       | P W     | Nie awansował                                                                              | Nie awansował         | Nie awansował                                                                 | Nie awansował  | Nie awansował  | Nie awansował  | Nie awansował  |                |
| floret indywidualnie | Graeme Hammond        | Arthur Fagan Jens Berthelsen Julius Lichtenfels Gaston Salmon Gustaf Armgarth Władimir Kajzer                |         | Nie awansował                                                                              | Nie awansował         | Nie awansował                                                                 | Nie awansował  | Nie awansował  | Nie awansował  | Nie awansował  |                |
| szabla indywidualnie | Albertson Van Zo Post | Oszkár Gerde Nedo Nadi Archie Corble                                                                         | P W     | Nie stanął na starcie                                                                      | Nie stanął na starcie | Nie awansował                                                                 | Nie awansował  | Nie awansował  | Nie awansował  | Nie awansował  |                |
| szabla indywidualnie | Alfred Sauer          | Dezső Földes Alfred Keene                                                                                    |         | Lajos Werkner Oszkár Gerde Anatolij Timofiejew Harry Butterworth Albert Bogen              |                       | Nie awansował                                                                 | Nie awansował  | Nie awansował  | Nie awansował  | Nie awansował  |                |

### Tenis ziemny
| Konkurencja | Zawodnik      | 1 runda          | 2 runda                          | 3 runda                                   | Ćwierćfinały     | Półfinały        | Finał            | Miejsce |
| Konkurencja | Zawodnik      | Przeciwnik Wynik | Przeciwnik Wynik                 | Przeciwnik Wynik                          | Przeciwnik Wynik | Przeciwnik Wynik | Przeciwnik Wynik | Miejsce |
| ----------- | ------------- | ---------------- | -------------------------------- | ----------------------------------------- | ---------------- | ---------------- | ---------------- | ------- |
| Singiel (m) | Theodore Pell |                  | Albert Canet W 3:0 (6:2,6:3,6:4) | Luis Maria Heyden P 1:3 (6:2,5:7,6:8,5:7) | Nie awansował    | Nie awansował    | Nie awansował    | 9.      |

### Zapasy
| Konkurencja                  | Zawodnik       | Runda 1             | Runda 2          | Runda 3          | Runda 4          | Runda 5          | Runda 6          | Runda 7          | Finał            | Miejsce       |
| Konkurencja                  | Zawodnik       | Przeciwnik Wynik    | Przeciwnik Wynik | Przeciwnik Wynik | Przeciwnik Wynik | Przeciwnik Wynik | Przeciwnik Wynik | Przeciwnik Wynik | Przeciwnik Wynik | Miejsce       |
| ---------------------------- | -------------- | ------------------- | ---------------- | ---------------- | ---------------- | ---------------- | ---------------- | ---------------- | ---------------- | ------------- |
| styl klasyczny waga piórkowa | William Lyshon | József Pongrácz p   | Hugo Johansson p | Nie awansował    | Nie awansował    | Nie awansował    | Nie awansował    | Nie awansował    | Nie awansował    | Nie awansował |
| styl klasyczny waga piórkowa | George Retzer  | Friedrich Schärer p | Hans Rauss p     | Nie awansował    | Nie awansował    | Nie awansował    | Nie awansował    | Nie awansował    | Nie awansował    | Nie awansował |